# Ruben García (actor)
Ruben García (Montevideo, 20 de febrero de 1934 - Montevideo,
5 de septiembre de 2013) fue un actor y humorista uruguayo, recordado por su personaje de El Cantinero en el célebre programa cómico Decalegrón.

## Biografía
Ruben Antonio García Reyes fue hijo único de María Esther Reyes y Antonio García.
A los siete años escuchaba junto a su mamá todos los radioteatros de la época, quedando maravillado por las voces y los relatos de entonces. «¡Algún día seré como ellos!», repetía Ruben.
Desde niño, en la Escuela n.º 90 Pedro Figari (que se encuentra en las calles General Flores casi bulevar Artigas), organizaba junto a algunos de sus compañeros, maestras y directora, las fiestas de fin de curso con representaciones de diferentes obras teatrales.
En marzo de 1949, con 15 años recién cumplidos, mientras estudiaba en el Colegio Nacional José Pedro Varela, detrás de la Universidad, se enteró de que en el sintonizado programa de Raúl Barbero en radio CX50, hacían un concurso buscando nuevas figuras. El premio era debutar en radioteatros del momento, por distintas emisoras. A pesar de que ganó el primer lugar en el rubro Interpretación, no pudo hacer su presentación debido a que ingresó en la pubertad y debió esperar un par de años hasta completar su cambio de voz.
Tres años después, en 1952, la revista Cancionera lanzó un certamen de talentos, donde no se escatimaban esfuerzos en la producción. La final del concurso se realizó en el teatro Stella Italia, bajo la conducción de Cristina Morán y Ramiro López. En la ocasión, Ruben García recitó de memoria un texto del tanguero Héctor Gagliardi, alcanzando el anhelado primer premio. El segundo lugar lo obtuvo ―con otro recitado de memoria― José Antonio Huayek, quien luego se consagraría como popular locutor de la radiotelefonía.
Con pocos años en su haber y dos eventos ganados, llegaba el mayor desafío; el añorado primer trabajo en una radio. Justamente fue en una de las más escuchadas: CX16, Radio Carve, en los estudios de Sadrep en calle Mercedes 973, casi Río Branco. Intervino como actor de reparto en toda su rutilante programación, sobre la base de tiras radioteatrales, cubriendo casi catorce horas en vivo (desde las nueve y media de la mañana hasta la medianoche). Se sucedían las compañías de Mario Rivero, Santiago Arrieta, Las aventuras de Tom Mix, Blanca Burgueño, varios cortos y el recordado Teatro de las noticias, una especie de informativo radioteatralizado.
Paralelamente a su desempeño radial, donde casi siempre encarnaba personajes malignos, las mismas obras debido a su éxito radial inundaban las marquesinas de las salas y las butacas de público entusiasta, que concurría para descubrir los rostros de las estrellas del micrófono. Cientos de representaciones inolvidables quedaron en la memoria:
Lo llamaban Juan Moreira, el oriental (con Julio César Armi),
Esta es mi familia (junto a Raquel Cartagena y Alfredo González), Alí Babá y los cuarenta ladrones (con un gran elenco en el teatro Solís),
La Culeca (junto al elenco de radioteatros Tristán Navaja en Stella D’Italia),
Morocho lindo y cantor (con la compañía nacional de comedias Julio César Armi en el Palacio Peñarol, con Blanca Burgueño y Aníbal Pardeiro); con ellos y con Walter Di Leva, recorrieron todo el paíscon la Comedia Nacional ―entre 1964 y 1985―.
En 1955 ―cuando García tenía 21 años― el actor Luis Sandrini y la actriz Niní Marshall desembarcaron en Montevideo para desarrollar sus actuaciones en Radio Carve, pedían que su acompañante en la fonoplatea fuera el propio Ruben, por considerarlo un singular partenaire profesional. En una oportunidad, Sandrini había llegado muy temprano a la radio CX16 para ensayar lo que escribía Wimpi y lo que debía hacer al aire en la noche, observándolo todo varias veces, se acercó a Cristina Morán, animadora del ciclo y haciendo relación con García, dijo: «¿Cómo, y el chiquito no llegó todavía? ¿Tardará mucho? Sin él no puedo empezar. Es un fenómeno el chiquito».
El estilo actoral de Ruben García fue copando los radioteatros, pasando por otras radios, corriendo de teatro en teatro y marcando un suceso único en la televisión. Se adaptaba a todos los elencos, siempre había un lugar para él como figura destacada, dándole nivel a los papeles desempeñados, nunca faltando ni llegando tarde y como si fuera poco, leyendo una sola vez los textos se aprendía los suyos y hasta a veces los de los demás.
El humorista argentino Luis Landriscina, solicitó que lo acompañara en una tournée radial y televisiva.
Ruben García tuvo éxito como actor cómico de reparto. Inundó la pantalla chica de locas aventuras al lado de Cacho de la Cruz y Alejandro Trotta en El show del mediodía y con Eduardo D’Ángelo en El Capitán Cañones, por Canal 12, con Roberto Barry en Ría con Barry, y otros por Montecarlo TV Canal 4 y hasta en los propios galpones del pionero Canal 10, realizó junto al actor paraguayo Humberto Rubín varios estelares como Los cuentos del abuelo, teniendo 22 años.

## Decalegrón
En agosto de 1977, cuando García tenía 43 años, su amigo Eduardo D’Ángelo lo invitó a participar en un nuevo programa cómico por televisión, Decalegrón: «¿Querés trabajar con nosotros?». El lunes siguiente García se presentó en el canal, y su pasaje por el programa cómico duraría 25 temporadas: fue el único actor que estuvo en el primer programa hasta el último, sin faltar a ninguno. Debutaron en agosto de 1977 y trabajaron hasta el 2001, llegando a tener en varias audiciones 40 puntos de índice de audiencia.
Su elenco estable estuvo integrado por
Enrique Almada (1934-1990),
Eduardo D'Angelo (1939-2014),
Ricardo Espalter (1924-2007) y
Julio Frade (1943-).
―actores de larga trayectoria en Uruguay, Argentina y Chile―.
En Decalegrón muchas veces Ricardo Espalter se olvidaba de la letra. Cuando eso ocurría y su compañero de secuencia era García, le soplaba lo que tenía que decir a manera de apuntador, algo que a menudo hacía reír a carcajadas a todos en el estudio.
García encarnó en la televisión a entrañables personajes. Los papeles más reconocidos fueron:
- el cantinero «gallego» (hincha de Peñarol y votante del Partido Colorado) en el sketch del Boliche.[4]
- el asesor del pseudopolítico y candidato a presidente Pinchinatti (encarnado por Ricardo Espalter).[5]
- el colaborador del curandero Yaburú, que protagonizaba Enrique Almada.[6][7]

Con sus compañeros de labor, también actuó en Buenos Aires, donde lo invitaron a quedarse de manera permanente. No aceptó y nunca se mostró arrepentido.

## Teatro
Ruben García tuvo una extensa trayectoria en escenarios teatrales. Participó en las tertulias de «la Esquina del Movimiento», las reuniones bailables del Club Colón (en calle San Martín y Fomento, en Montevideo) con Audemar Coco Bentancur y el maestro Juancito Grassi y otros artistas de primera línea de Uruguay y del exterior. Vivió sesenta años en ese barrio de Montevideo.
Participó en películas uruguayas e hizo fotonovelas para las revistas Vértigo y Drácula.

## Fallecimiento
Ruben García enfermó de cáncer, y falleció el 5 de septiembre de 2013.
Fue sepultado en el cementerio del Buceo.